# Praga (empresa)
Praga é uma companhia baseada em Praga, República Checa fundada em 1907. Atualmente produz carros de competição, karts e aviões.

## História
A companhia foi fundada em 1907 como parceria entre Frantisek Ringhoffer e a First Czech-Moravian Machine Factory com o objectivo de fabricar automóveis. Ringhoffer apenas permaneceu no projecto por um ano e em 1909 a companhia adoptou o nome "Praga". Um dos seus modelos iniciais foi construido sob licença da companhia italiana Isotta-Fraschini.
A Praga também diversificou ao apostar em áreas como motores e caixas de velocidades para outras aplicações tais como aviões e tanques.
Em 1929 a Praga fundiu-se com a ČKD, um dos maiores fabricantes de motores da Checoslováquia.

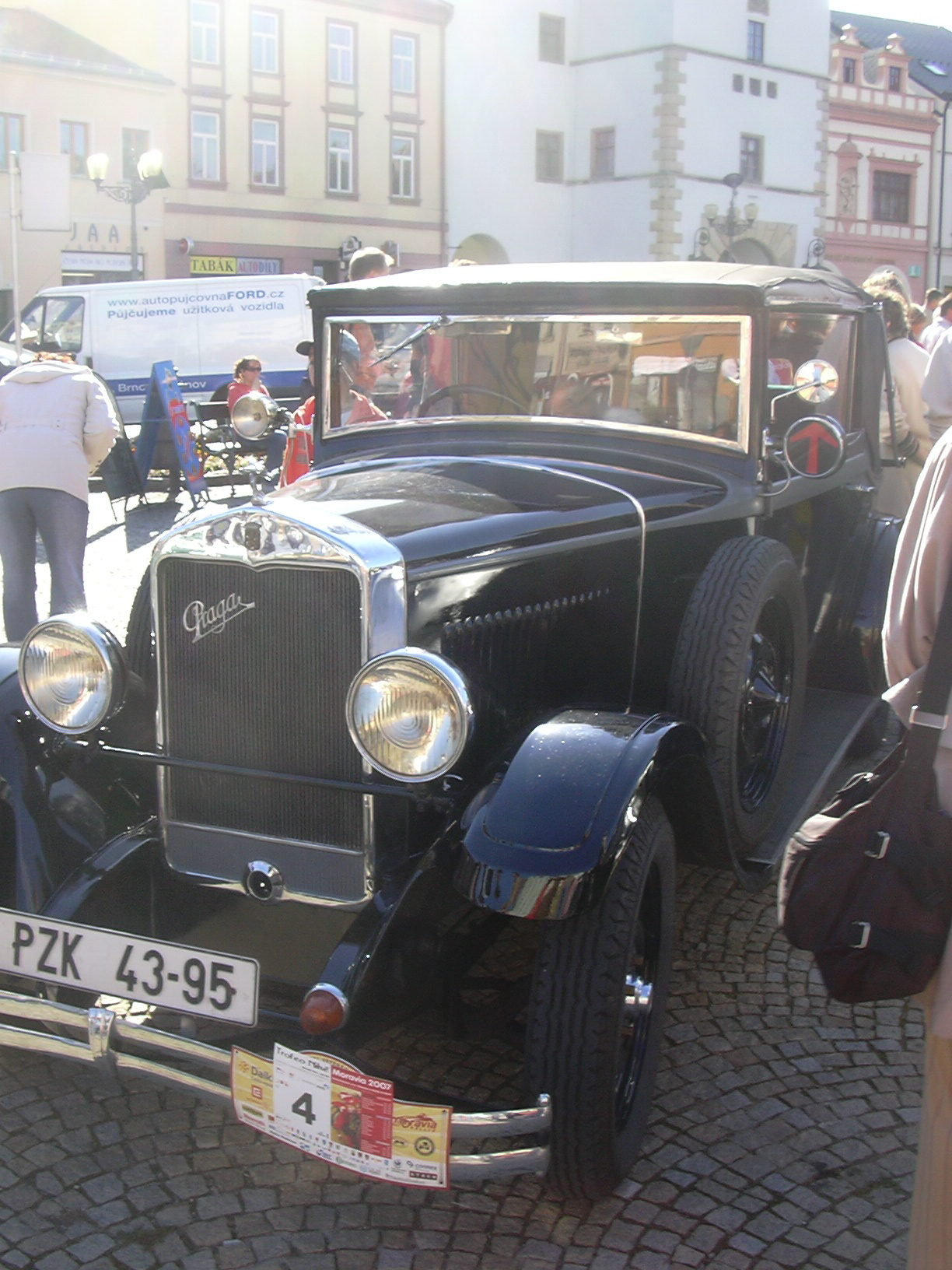
Carro Praga Alfa de 1930